# Sympherta montana
Sympherta montana är en stekelart som först beskrevs av Johann Ludwig Christian Gravenhorst 1829.  Sympherta montana ingår i släktet Sympherta och familjen brokparasitsteklar. Arten är reproducerande i Sverige. Inga underarter finns listade i Catalogue of Life.